# Seznam svatořečení a blahořečení papežem Františkem

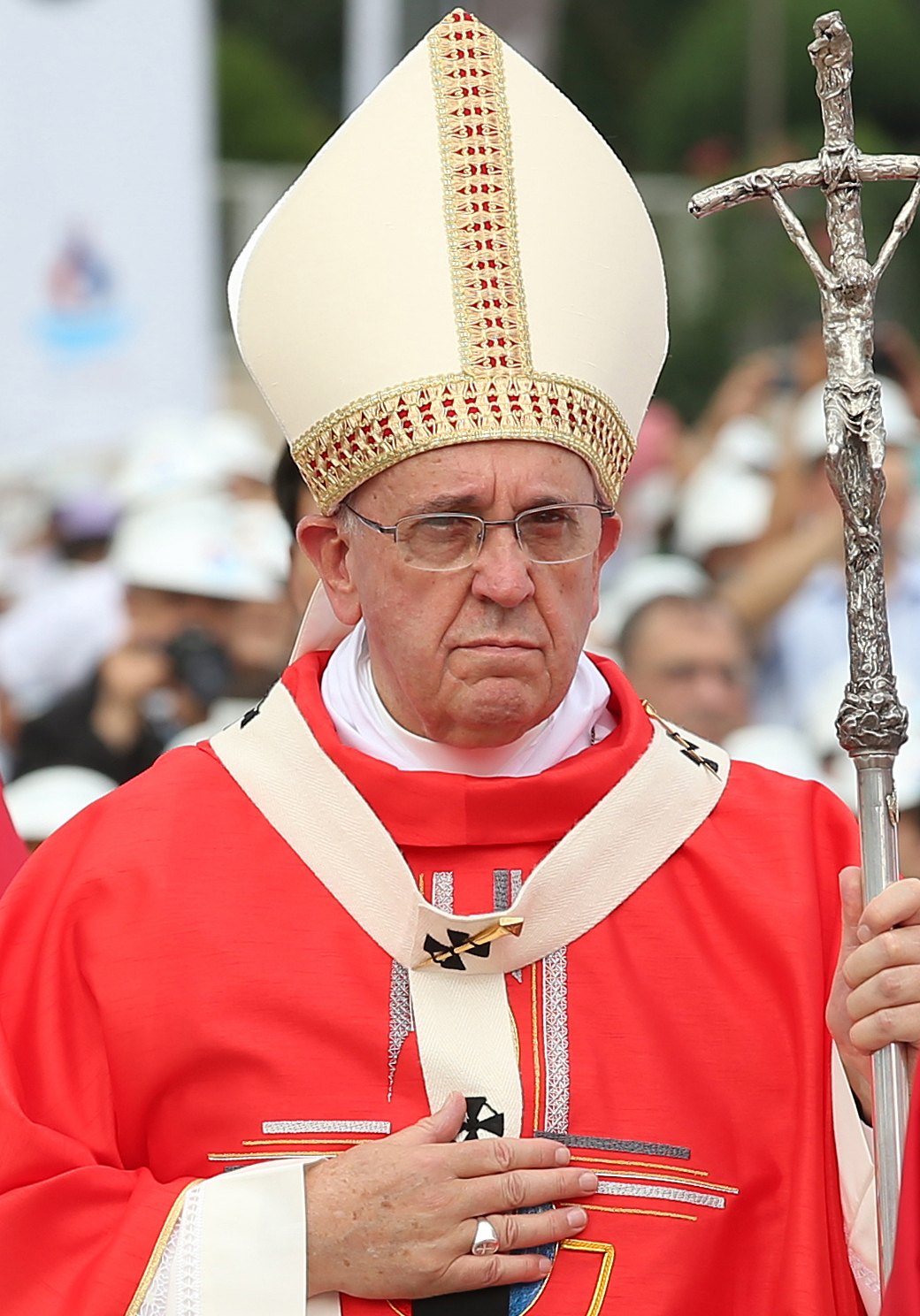
Papež František (2014)

Toto je seznam svatořečených a blahořečených osobností a také prohlášených za ctihodné papežem Františkem.

## 2013

### Prohlášení za ctihodné
1. Eladio Mozas Santamera – 27. 3.
2. Manuel Aparici Navarro – 27. 3.
3. Moisés Lira Serafín – 27. 3.
4. Angelo Fontanarosa – 27. 3.
5. Olinto Marella – 27. 3.
6. Antoni Kowalczyk – 27. 3.
7. Sílvia Cardoso – 27. 3.
8. Joaquim Roselló Ferrá – 2. 5.
9. Teresa Janina Kierocińska – 2. 5.
10. João de Oliveira Matos – 3. 6.
11. Nicola Mazza – 3. 6.
12. Giulia Crostarosa – 3. 6.
13. Teresa Toda y Juncosa – 3. 6.
14. Nicola D'Onofrio – 5. 7.
15. Jean Fromental Cayroche – 5. 7.
16. Maria Isabel Picão Caldeira Carneiro – 5. 7.
17. Carmen Elena Rendiles Martínez – 5. 7.
18. Giuseppe Lazzati – 5. 7.
19. Amato Ronconi – 9. 10.
20. Pio Alberto del Corona – 9. 10.
21. Marie-Élisabeth Turgeon – 9. 10.
22. Mary Jane Wilson – 9. 10.
23. Maria Eleonora Angela Giorgi – 9. 10.
24. Attilio Giordani – 9. 10.
25. Honora Nagle – 31. 10.
26. Celestina Bottego – 31. 10.
27. Olga Gugelmo – 31. 10.
28. Maurice-Marie-Mathieu Garrigou – 9. 12.
29. Clemens Fuhl – 9. 12.
30. Marton Boldizsár – 9. 12.
31. Romano Bottegal – 9. 12.
32. Rosalie Cadron-Jetté – 9. 12.
33. Maria Rosa Teresa Gay Tibau – 9. 12.
34. Maria Oliva Bonaldo – 9. 12.
35. Orsola Mezzini – 9. 12.
36. Orsola Maria Rivata – 9. 12.
37. Rafael Cordero y Molina – 9. 12.
38. Manuel Herranz-Establés – 17. 12.
39. Jerzy Ciesielski – 17. 12.

### Blahořečení
1. Cristóbal Fernández de Valladolid – 7. 4. – katedrála Neposkvrněného Početí Panny Marie, Córdoba (Španělsko)
2. Luca Passi – 13. 4. – bazilika svatého Marka, Benátky (Itálie)
3. Nicolò Rusca – 21. 4. – Piazza Garibaldi, Sondrio (Itálie)
4. Francisca de Paula de Jesus – 4. 5. – Hala G.A. Pedras, Baependi, Minas Gerais (Brazílie)
5. Luigi Novarese – 11. 5. – bazilika svatého Pavla za hradbami, Řím (Itálie)
6. Giuseppe Puglisi – 25. 5. – Foro Italico Umberto I, Palermo (Itálie)
7. Zofia Czeska-Maciejowska – 9. 6. – svatyně Božího milosrdenství, Kraków-Łagiewniki (Polsko)
8. Małgorzata Łucja Szewczyk – 9. 6. – svatyně Božího milosrdenství, Kraków-Łagiewniki (Polsko)
9. Odoardo Focherini – 15. 6. – Piazza Martiri, Carpi, Modena (Itálie)
10. Vladimir Ghika – 31. 8. – Romexpo Arena, Bukurešť (Rumunsko)
11. Antonio Franco – 2. 9. – konkatedrála Panny Marie Nanebevzaté, Santa Lucia del Mela, Messina (Itálie)
12. Maria Bolognesi – 7. 9. – Piazza XX Settembre, Rovigo (Itálie)
13. José Gabriel del Rosario Brochero – 14. 9. – Villa Cura Brochero, Córdoba (Argentina)
14. Tommaso z Olery – 21. 9. – katedrála svatého Alexandra, Bergamo (Itálie)
15. Miroslav Bulešić – 28. 9. – Aréna Pula, Istria (Chorvatsko)
16. Rolando Rivi – 5. 10. – Palazzo dello Sport Giuseppe Panini, Modena (Itálie)
17. 522 mučedníků španělské občanské války – 13. 10. – Complex Educatiu, Tarragona (Španělsko)
18. István Sándor – 19. 10. – náměstí baziliky svatého Štěpána, Budapešť (Maďarsko)
19. Maria Theresia Bonzel – 10. 11. – katedrála svaté Marie, Liboria a Kiliána, Paderborn (Německo)

### Svatořečení
1. Antonio Primaldo a 800 společníků – 12. 5. – Svatopetrské náměstí (Vatikán)
2. Laura Montoya Upegui – 12. 5. – Svatopetrské náměstí (Vatikán)
3. María Guadalupe García Zavala – 12. 5. – Svatopetrské náměstí (Vatikán)
4. Anděla z Foligna – 9. 10. – Apoštolský palác (Vatikán) – Ekvivalentní
5. Petr Faber – 17. 12. – Apoštolský palác (Vatikán) – Ekvivalentní

## 2014

### Prohlášení za ctihodné
1. Giuseppe Girelli – 27. 1.
2. Zacarías Salterain Bizkarra – 27. 1.
3. Marcelle Mallet – 27. 1.
4. María Benita Arias – 27. 1.
5. Virginja de Brincat – 27. 1.
6. Noeme Cinque – 27. 1.
7. Elisabetta Sanna – 27. 1.
8. Jesús María Echavarría y Aguirre – 7. 2.
9. Faustino Ghilardi – 7. 2.
10. María Josefa Rodríguez Xuárez de la Guardia – 7. 2.
11. Francisco Simón Ródenas – 3. 4.
12. Adolfo Barberis – 3. 4.
13. Marie-Clément Staub – 3. 4.
14. Sebastián Elorza Arizmendi – 3. 4.
15. Maria Dulce Rodrigues dos Santos – 3. 4.
16. Clara Sánchez García – 3. 4.
17. Maria Maddalena Marcucci – 3. 4.
18. Luigi Rocchi – 3. 4.
19. Alain Marie Guynot de Boismenu – 16. 4.
20. Wilhelm Janauschek – 16. 4.
21. Giacomo Abbondo – 10. 5.
22. Jacint Alegre Pujals – 10. 5.
23. Carole-Barbe de Malberg – 10. 5.
24. Luigi Savare – 13. 6.
25. Eugenio Reffo – 13. 6.
26. Frances Margaret Taylor – 13. 6.
27. Maria Giuseppa Scandola – 13. 6.
28. Itala Mela – 13. 6.
29. Uberto Mori – 13. 6.
30. Antônio Ferreira Viçoso, C.M. – 8. 7.
31. Saturnino López Novoa – 8. 7.
32. Auguste Arribat – 8. 7.
33. Sophie Leeves – 8. 7.
34. Elena Da Persico – 8. 7.
35. Gaetana Fontana – 8. 7.
36. Marcello Candia – 8. 7.
37. Maximiano Valdés Subercaseaux – 7. 11.
38. Ildebrando Gregori – 7. 11.
39. Raimondo Calcagno – 7. 11.
40. John Sullivan – 7. 11.
41. Pelágio Sauter – 7. 11.
42. Jeanne Mance – 7. 11.
43. Marthe Robin – 7. 11.
44. Silvio Dissegna – 7. 11.
45. Marie Vojtěcha Hasmandová – 6. 12.
46. Francesca Prestigiacomo – 6. 12.
47. María Séiquer Gayá – 6. 12.
48. Práxedes Fernández García – 6. 12.
49. Elisabetta Tasca Serena – 6. 12.

### Blahořečení
1. Marie Kristýna Savojská – 25. 1. – bazilika svaté Kláry, Neapol (Itálie)
2. Giuseppe Girotti – 26. 4. – katedrála svatého Vavřince, Alba, Cuneo (Itálie)
3. Anton Durcovici – 17. 5. – Emil Alexandrescu Stadium Copou, Iași (Rumunsko)
4. Mario Vergara – 24. 5. – katedrála svatého Pavla, Aversa, Caserta (Itálie)
5. Isidore Ngei Ko Lat – 24. 5. – katedrála svatého Pavla, Aversa, Caserta (Itálie)
6. María Esperanza Alhama Valera – 31. 5. – svatyně Milosrdné lásky, Collevallenza, Perugia (Itálie)
7. Pavel Yun Ji-Chung a 123 společníků – 16. 8. náměstí Gwanghwamun, Soul (Jižní Korea)
8. Giovannina Franchi – 20. 9. – katedrála Panny Marie Nanebevzaté, Como (Itálie)
9. Álvaro del Portillo – 27. 9. – Valdebebas, Madrid (Španělsko)
10. Teresa Demjanovich – 4. 10. – katedrální bazilika Nejsvětějšího srdce Ježíšova, Newark, New Jersey (USA)
11. Francesco Zirano – 12. 10. – Piazza d’Italia, Sassari (Itálie)
12. Pavel VI. – 19. 10. – Svatopetrské náměstí, Vatikán (Itálie)
13. Assunta Marchetti – 25. 10. – katedrála Nossa Senhora da Assunção, São Paulo (Brazílie)
14. Pedro Asúa Mendía – 1. 11. – katedrála Santa María, Vitoria (Španělsko)

### Svatořečení
1. José de Anchieta – 3. 4. – Apoštolský palác (Vatikán) – Ekvivalentní
2. Marie od Vtělení Guyart – 3. 4. – Apoštolský palác (Vatikán) – Ekvivalentní
3. François de Montmorency-Laval – 3. 4. – Apoštolský palác (Vatikán) – Ekvivalentní
4. Jan Pavel II. – 27. 4. – Svatopetrské náměstí (Vatikán)
5. Jan XXIII. – 27. 4. – Svatopetrské náměstí (Vatikán)
6. Giovanni Antonio Farina – 23. 11. – Svatopetrské náměstí (Vatikán)
7. Kuriakose Elias Chavara – 23. 11. – Svatopetrské náměstí (Vatikán)
8. Nicola Saggio – 23. 11. – Svatopetrské náměstí (Vatikán)
9. Euphrasia Eluvathingal – 23. 11. – Svatopetrské náměstí (Vatikán)
10. Ludvík z Casorie – 23. 11. – Svatopetrské náměstí (Vatikán)
11. Amato Ronconi – 23. 11. – Svatopetrské náměstí (Vatikán)

## 2015

### Prohlášení za ctihodné
1. Vladislav Bukovinskij – 22. 1.
2. Aloysius Schwartz – 22. 1.
3. Coínta Jáuregui Osés – 22. 1.
4. Teresa Luisa Gardi – 22. 1.
5. Luis de Trelles y Noguerol – 22. 1.
6. Elisabeth Maria Kitahara Satoko – 22. 1.
7. Virginia Blanco Tardío – 22. 1.
8. Giovanni Bacile – 3. 2.
9. Francesco Gattola – 18. 3.
10. Petar Barbarić – 18. 3.
11. Mary Aikenhead – 18. 3.
12. Elisa Baldo Foresti – 18. 3.
13. Wincenta Jadwiga Jaroszewska – 18. 3.
14. Jana od Kříže – 18. 3.
15. Maria Orsola Bussone – 18. 3.
16. Jacinto Vera – 5. 5.
17. Ante Antić – 5. 5
18. Juliette Colbert de Barolo – 5. 5.
19. Brigida Maria Postorino – 5. 5.
20. Rafaela Martínez-Cañavate Ballesteros – 5. 5.
21. Sergio Bernardini – 5. 5.
22. Domenica Bedonni Bernardini – 5. 5.
23. Antonio Celona – 5. 6.
24. Ottorino Zanon – 5. 6.
25. Marcello Labor – 5. 6.
26. Maria Antonia Lalìa – 5. 6.
27. Andrej Šeptyckyj – 16. 7.
28. Giuseppe Carraro – 16. 7.
29. Agustín Ramírez Barba – 16. 7.
30. Aniello Francesco Saverio Maresca – 16. 7.
31. María del Refugio Aguilar y Torres – 16. 7.
32. Marie-Thérèse Dupouy Bordes – 16. 7.
33. Elisa Miceli – 16. 7.
34. Isabel Méndez Herrero – 16. 7.
35. Giovanni Folci – 30. 9.
36. Franciszek Blachnicki – 30. 9.
37. José Rivera Ramírez – 30. 9.
38. Manuel Martín del Campo – 30. 9.
39. Antonio Filomeno Maria Losito – 30. 9.
40. Maria Benedetta Giuseppa Frey – 30. 9.
41. Hanna Chrzanowska – 30. 9.
42. Angelo Ramazzotti – 14. 12.
43. Joseph Vithayathil – 14. 12.
44. José María Arizmendiarrieta Madariaga – 14. 12.
45. Giovanni Schiavo – 14. 12.
46. Venanzio Maria Quadri – 14. 12.
47. William Gagnon – 14. 12.
48. Teresa de Saldanha – 14. 12.
49. María Emilia Riquelme Zayas – 14. 12.
50. María Esperanza Ayerbe Castillo – 14. 12.
51. Emanuela Kalb – 14. 12.
52. Niklaus Wolf – 14. 12.
53. Teresio Olivelli – 14. 12.
54. Giuseppe Ambrosoli – 17. 12.
55. Adolfo Lanzuela Martínez – 17. 12.
56. Heinrich Hanh – 17. 12.

### Blahořečení
1. Marie-Élisabeth Turgeon – 21. 4. – kostel svatého Roberta, Rimouski (Kanada)
2. Luigi Bordino – 2. 5. – “Area Vitali” Parco Dora, Turín (Itálie)
3. Luigi Caburlotto – 16. 5. – Piazza San Marco, Benátky (Itálie)
4. Irene Stefani – 23. 5. – Dedan Kimathi University Ground, Nyeri (Keňa)
5. Óscar Romero – 23. 5. – Plaza de El Salvador del Mundo, San Salvador (Salvador)
6. Louis-Edouard Cestac – 31. 5. – katedrála Panny Marie, Bayonne (Francie)
7. Flavien-Michel Malké – 29. 8. – Patriarchální konvent Panny Marie Osvoboditelky, Charfet, Daroun (Libanon)
8. Fidela Oller Angelats a 2 společnice – 5. 9. – katedrála Panny Marie, Girona (Španělsko)
9. Tshimangadzo Samuel Benedict Daswa – 13. 9. – svatyně Benedicta Daswy, Tshitanini (Jihoafrická republika)
10. Pio Alberto del Corona – 18. 9. – katedrála Santa Maria Assunta e di San Genesio, San Miniato (Itálie)
11. Klara Ludwika Szczęsna – 27. 9. – svatyně svatého Jana Pavla II., Krakov (Polsko)
12. Pio Heredia Zubía a 17 společníků – 3. 10. – katedrála Nanebevzetí Panny Marie, Santander (Španělsko)
13. Maria Teresa Casini – 31. 10. – náměstí katedrály svatého Petra apoštola, Frascati (Itálie)
14. Francisco de Paula Victor – 14. 11. – farnost Nossa Senhora D’Ajuda, Três Pontas, Minas Gerais (Brazílie)
15. Martín Tarrés Puigpelat a 25 společníků – 21. 11. – katedrála svatého Kříže a svaté Eulálie, Barcelona (Španělsko)
16. Michał Tomaszek – 5. 12. – Estadio Centenario Manuel Rivera Sánchez, Chimbote (Peru)
17. Zbigniew Strzałkowski – 5. 12. – Estadio Centenario Manuel Rivera Sánchez, Chimbote (Peru)
18. Alessandro Dordi – 5. 12. – Estadio Centenario Manuel Rivera Sánchez, Chimbote (Peru)

### Svatořečení
1. Joseph Vaz – 14. 1. – Galle Face Green, Kolombo (Srí Lanka)
2. Maria Cristina Brando – 17. 5. – Svatopetrské náměstí (Vatikán)
3. Émilie de Villeneuve – 17. 5. – Svatopetrské náměstí (Vatikán)
4. Marie-Alphonsine Danil Ghattas – 17. 5. – Svatopetrské náměstí (Vatikán)
5. Mariam Baouardy – 17. 5. – Svatopetrské náměstí (Vatikán)
6. Junípero Serra – 23. 9. – bazilika Neposkvrněného Početí, Washington, D.C. (USA)
7. Louis Martin – 18. 10. – Svatopetrské náměstí (Vatikán)
8. Marie-Azélie Guérin Martin – 18. 10. – Svatopetrské náměstí (Vatikán)
9. Vincenzo Grossi – 18. 10. – Svatopetrské náměstí (Vatikán)
10. María Isabel Salvat Romero – 18. 10. – Svatopetrské náměstí (Vatikán)

### Prohlášení za učitele církve
1. Řehoř z Nareku – 12. 4. – bazilika svatého Petra (Vatikán)

## 2016

### Prohlášení za ctihodné
1. Arsenius z Trigola – 21. 1.
2. Maria Velotti – 21. 1.
3. Stefano Ferrando – 3. 3.
4. Enrico Stanislao Verjus – 3. 3.
5. Giovanni Battista Quilici – 3. 3.
6. Bernardo Mattio – 3. 3.
7. Quirico Pignalberi – 3. 3.
8. Teodora Campostrini – 3. 3.
9. Bianca Piccolomini Clementini – 3. 3.
10. María Nieves Sánchez Fernández – 3. 3.
11. Choe Jang-Eop Thomas – 26. 4.
12. Sosio Del Prete – 26. 4.
13. Wenanty Katarzyniec – 26. 4.
14. Maria Consiglia Addatis – 26. 4.
15. María de la Encarnación Carrasco Tenorio – 26. 4.
16. Maria Laura Baraggia – 26. 4.
17. Ilia Corsaro – 26. 4.
18. Montserrat Grases i García – 26. 4.
19. Rafael Almansa – 9. 5.
20. Antonín Cyril Stojan – 14. 6.
21. Bernardo de Vasconcelos – 14. 6.
22. Luigi Lo Verde – 14. 6.
23. Maria Elisa Oliver Molina – 14. 6.
24. Maria di Gesù dell'Amore Misericordioso – 14. 6.
25. Pablo Maria Guzmán Figueroa – 14. 6.
26. Vicente Garrido Pastor – 14. 6.
27. Alphonse Gallegos – 8. 7.
28. Andrés García Acosta – 8. 7.
29. Giacomo Viale – 8. 7.
30. Giuseppe Marchetti – 8. 7.
31. Maria Pia della Croce – 8. 7.
32. Raffaele Sánchez García – 8. 7.
33. Agnese Pacifica Panas – 10. 10.
34. Luis Zambrano Blanco – 10. 10.
35. Maria Teresa Spinelli – 10. 10.
36. Tiburcio Arnáiz Muñoz – 10. 10.
37. Catherine Aurelia Caouette – 1. 12.
38. Guglielmo Massaia – 1. 12.
39. José Bau Burguet – 1. 12.
40. Leonia Maria Nastał – 1. 12.
41. Luce Rodríguez-Casanova y García San Miguel – 1. 12.
42. Mario Ciceri – 1. 12.
43. Nunzio Russo – 1. 12.
44. Suzanne Aubert – 1. 12.
45. Clelia Merloni – 21. 12.
46. Egidio Marcelli – 21. 12.
47. Isidoro Zorzano – 21. 12.
48. Jean-Baptiste Fouque – 21. 12.
49. Sebastiana Lladó Sala – 21. 12.

### Blahořečení
1. Valentín Palencia Marquina a 4 společníci – 23. 4. – katedrála Santa María, Burgos (Španělsko)
2. Francesco Maria Greco – 21. 5. – Marulla Stadium, Cosenza (Itálie)
3. Giacomo Abbondo – 11. 6. – katedrála svatého Eusebia, Vercelli (Itálie)
4. Carolina Santocanale – 12. 6. – katedrála Nanebevzetí Panny Marie, Monreale (Itálie)
5. Giulia Crostarosa – 18. 6. – náměstí baziliky Beata Vergine Maria “Madre di Dio Incoronata”, Foggia (Itálie)
6. María Antonia de Paz Figueroa – 27. 8. – Park Francisco de Aguirre, Santiago del Estero (Argentina)
7. Vladislav Bukovinskij – 11. 9. – katedrála Naši Paní z Fátimy, Karaganda (Kazachstán)
8. Elisabetta Sanna – 17. 9. – bazilika Santissima Trinità di Saccargia, Codrongianos (Itálie)
9. Engelmar Unzeitig – 24. 9. – náměstí katedrály svatého Kiliána, Würzburg (Německo)
10. Genaro Fueyo Castañón a 3 společníci – 8. 10. – náměstí katedrály svatého Salvatora, Oviedo (Španělsko)
11. José Antón Gómez a 3 společníci – 29. 10. – náměstí katedrály Panny Marie Almudenské, Madrid (Španělsko)
12. Nikollë Vinçenc Prennushi a 37 společníků – 5. 11. – náměstí katedrály sv. Štěpána, Skadar (Albánie)
13. Marie-Eugène Grialou – 19. 11. – Parc des Expositions, Avignon (Francie)
14. Joseph Thao Tien a 14 společníků – 10. 12. – katedrála, Vientiane (Laos)

### Svatořečení
1. Stanisław Papczyński – 5. 6. – Svatopetrské náměstí (Vatikán)
2. Maria Elisabetta Hesselblad – 5. 6. – Svatopetrské náměstí (Vatikán)
3. Terezie z Kalkaty – 4. 9. – Svatopetrské náměstí (Vatikán)
4. José Gabriel del Rosario Brochero – 16. 10. – bazilika svatého Petra (Vatikán)
5. Alžběta od Nejsvětější Trojice – 16. 10. – bazilika svatého Petra (Vatikán)
6. Alfonso Maria Fusco – 16. 10. – bazilika svatého Petra (Vatikán)
7. Manuel González García – 16. 10. – bazilika svatého Petra (Vatikán)
8. Salomon Leclerq – 16. 10. – bazilika svatého Petra (Vatikán)
9. Lodovico Pavoni – 16. 10. – bazilika svatého Petra (Vatikán)
10. José Sánchez del Río – 16. 10. – bazilika svatého Petra (Vatikán)

## 2017

### Prohlášení za ctihodné
1. Francesco Convertini – 20. 1.
2. Giuseppe Beschin. – 20. 1.
3. Jan Tyranowski – 20. 1.
4. József Vándor – 20. 1.
5. Juan Sáez Hurtado – 20. 1.
6. Raymundo Jardón Herrera – 20. 1.
7. Santina Maria Addolorata – 20. 1.
8. Antonio Provolo – 27. 2.
9. Antonio Repiso Martínez – 27. 2.
10. Maria della Mercede Cabezas Terrero – 27. 2.
11. Lucia Ripamonti – 27. 2.
12. Octavio Ortiz Arrieta – 27. 2.
13. Pedro Herrero Rubio – 27. 2.
14. Vittorio Trancanelli – 27. 2.
15. Daniela Zanetta – 23. 3.
16. Elena Raparelli – 23. 3.
17. Felice Rossini – 23. 3.
18. Alessandro Nottegar – 4. 5.
19. Edvige Carboni – 4. 5.
20. Elia Dalla Costa – 4. 5.
21. Phanxicô Xaviê Nguyễn Văn Thuận – 4. 5.
22. Giovanna Meneghini – 4. 5.
23. Guadalupe Ortiz de Landázuri – 4. 5.
24. Vincenzina Cusmano – 4. 5.
25. Agostino Ernesto Castrillo – 16. 6.
26. António José de Sousa Barroso – 16. 6.
27. Beniamino Filon – 16. 6.
28. Giuseppina Operti – 16. 6.
29. Juan de Jesús López y González – 16. 6.
30. Maria Patlán Sánchez – 16. 6.
31. Ismael Perdomo Borrero – 7. 7.
32. Maria Elisabetta Mazza – 7. 7.
33. Maria Gargani – 7. 7.
34. Paola de Jesus Gil Cano – 7. 7.
35. Piotr Kosiba – 7. 7.
36. Serafin Kashuba – 9. 10.
37. Francoise du Saint-Esprit – 9. 10.
38. Donizetti Tavares de Lima – 9. 10.
39. Francesco Paolo Gravina – 9. 10.
40. Magín Morera y Feixas – 9. 10.
41. María Lorenza Longo – 9. 10.
42. Róża Czacka – 9. 10.
43. Bernard II. Badenský – 9. 11.
44. Giovanni Maoloni – 9. 11.
45. Gregorio Fiorvanti – 9. 11.
46. Jan Pavel I. – 9. 11.
47. Teresa Fardella di Blasi – 9. 11.
48. Tomás Morales Pérez – 9. 11.
49. Alonso de Barsena – 18. 12.
50. Luiza Andaluz – 18. 12.
51. Mariantonia Samà – 18. 12.
52. Mariana de Manzanedo Herrera – 18. 12.
53. Marianna Orsi – 18. 12.
54. Patrick Peyton – 18. 12.
55. Paweł Klamans Smolikowski – 18. 12.
56. Stefan Wyszyński – 18. 12.

### Blahořečení
1. Justus Takayama Ukon – 7. 2. – Osaka (Japonsko)
2. Josef Mayr-Nusser – 18. 3. – katedrála Nanebevzetí Panny Marie, Bolzano (Itálie)
3. José Álvarez-Benavides de la Torre a 114 mučedníků – 25. 3. – Aguadulce (Španělsko)
4. Louis-Antoine-Rose Ormières Lacase – 22. 4. – katedrála San Salvador, Oviedo (Španělsko)
5. Leopoldina Naudet – 29. 4. – katedrála Svaté Anastázie, Verona (Itálie)
6. Antonio Arribas Hortigüela a 6 mučedníků – 6. 5. – katedrála Santa Maria, Girona (Španělsko)
7. John Sullivan – 13. 5. – Dublin (Irsko)
8. Itala Mela – 10. 6. – náměstí Piazza Europa, La Spezia (Itálie)
9. Teofilius Matulionis – 25. 6. – katedrála svatého Stanislava, Vilnius (Litva)
10. Jesús Emilio Jaramillo Monsalve – 8. 9. – Terra di Catama, Villavicencio (Kolumbie)
11. Pedro María Ramírez Ramos – 8. 9. – Terra di Catama, Villavicencio (Kolumbie)
12. Stanley Rother – 8. 9. – Cox Convention Center, Oklahoma City (USA)
13. Titus Zeman – 30. 9. – kostel Svaté Rodiny, Bratislava (Slovensko)
14. Arsenio da Trigolo – 7. 10. – katedrála Narození Panny Marie, Milán (Itálie)
15. Mateo Casals Mas a 108 mučedníků – 21. 10. – bazilika Sagrada Familia, Barcelona (Španělsko)
16. Giovanni Schiavo – 28. 10. – Caxias do Sul, Rio Grande do Sul (Brazílie)
17. Mariam Vattalil – 4. 11. – Indore (Indie)
18. Vicenç Queralt Lloret a 20 mučedníků – 11. 11. – Palacio de Vistalegre, Madrid (Španělsko)
19. José Maria Fernández Sánchez a 38 mučedníků – 11. 11. – Palacio de Vistalegre, Madrid (Španělsko)
20. Solanus Casey – 18. 11. – Ford Field, Detroit (USA)
21. Saturnina Rodríguez de Zavalía – 25. 11. – Centro Cívico, Córdoba (Argentina)

### Svatořečení
1. Francisco Marto – 13. 5. – náměstí baziliky Panny Marie Růžencové, Fatima (Portugalsko)
2. Jacinta Marto – 13. 5. – náměstí baziliky Panny Marie Růžencové, Fatima (Portugalsko)
3. Faustino Míguez – 15. 10. – Svatopetrské náměstí (Vatikán)
4. Ange d'Acri – 15. 10. – Svatopetrské náměstí (Vatikán)
5. André de Soveral a 29 mučedníků – 15. 10. – Svatopetrské náměstí (Vatikán)
6. Kryštof, Jan a Antonín – 15. 10. – Svatopetrské náměstí (Vatikán)

## 2018

### Prohlášení za ctihodné
1. Ambrogio Grittani – 26. 1.
2. Madeleine Delbrêl – 26. 1.
3. Alessandra Sabattini – 6. 3.
4. Antonio Pietro Cortinovis – 6. 3.
5. Bernard Łubieński – 6. 3.
6. Giustina Schiapparoli – 6. 3.
7. Maria Antonella Bordoni – 6. 3.
8. Maria Schiapparoli – 6. 3.
9. Costanza Ricci Curbastro – 14. 4.
10. Élisabeth Bruyère – 14. 4.
11. Florenza Giovanna Profilio – 14. 4.
12. Justa Domínguez de Vidaurreta e Idoy – 14. 4.
13. Ludovico Longari – 14. 4.
14. Manuel Nunes Formigão – 14. 4.
15. Maria Di Majo – 14. 4.
16. Varghese Payyappilly Palakkappilly – 14. 4.
17. Angela Maria Autsch – 19. 5.
18. August Hlond – 19. 5.
19. Coloma Antònia Martí y Valls – 19. 5.
20. Enrico Mauri – 19. 5.
21. Leonor Ocampo – 19. 5.
22. Jean-Baptiste Berthier – 19. 5.
23. John McAuliffe – 19. 5.
24. Maria Edvige Zivelonghi – 19. 5.
25. Miguel Ángel Builes – 19. 5.
26. Pietro Uccelli – 19. 5.
27. Pio Dellepiane – 19. 5.
28. Wilhelm Eberschweiler – 19. 5.
29. Alexia González-Barros – 5. 7.
30. Carlo Acutis – 5. 7.
31. Giorgio La Pira – 5. 7.
32. Pietro Di Vitale – 5. 7.
33. Alfredo Obviar – 7. 11.
34. Carme Badosa Cuatrecasas – 7. 11.
35. Giovanni Ciresola – 7. 11.
36. Giovanni Jacono – 7. 11.
37. Ludovico Coccapani – 7. 11.
38. Luigi Bosio – 7. 11.
39. Luigi Maria Ranieri – 7. 11.
40. María Antonia Pereira Andrade – 7. 11.
41. Michał Giedroyć – 7. 11.
42. Pasqualina Luciani – 7. 11.
43. Rafaela Veintemilla Villacis – 7. 11.
44. Angela Maria Boidi – 21. 12.
45. Antonietta Giugliano – 21. 12.
46. Arcangelo Maria Biasi – 21. 12.
47. Augustine John Ukken – 21. 12.
48. Carlo Tancredi Falletti di Barolo – 21. 12.
49. Doroteo Hernández Vera – 21. 12.
50. Filomena D'Urso – 21. 12.
51. Giuseppe Codicè – 21. 12.
52. Jan Pietraszko – 21. 12.
53. José Estanislao Zavala López – 21. 12.
54. Melchior Fordon – 21. 12.

### Blahořečení
1. Teresio Olivelli – 3. 2. – Vigevano (Itálie)
2. Lucien Botovasoa – 15. 4. – Vohipeno (Madagaskar)
3. Hanna Chrzanowska – 28. 4. – svatyně Božského milosrdenství, Krakov (Polsko)
4. János Brenner – 1. 5. – náměstí katedrály, Szombathely (Maďarsko)
5. Clara Fey – 5. 5. – katedrála, Aachen (Německo)
6. Leonella Sgorbati – 26. 5. – katedrála Piacenza (Itálie)
7. Maria Gargani – 2. 6. – Katedrála, Neapol (Itálie)
8. Adèle de Batz de Trenquelléon – 10. 6. – Agen (Francie)
9. Carmen Rendiles Martínez – 16. 6. – Universidad Central de Venezuela, Caracas (Venezuela)
10. María Guggiari Echeverría – 23. 6. – Stadion Generála Pabla Rojase, Asunción (Paraguay)
11. Anna Kolesárová – 1. 9. – Lokomotěvský stadion, Košice (Slovensko)
12. Élisabeth Eppinger – 9. 9. – katedrála Notre-Dame, Štrasburk (Francie)
13. Veronica Antal – 22. 9. – kostel Nanebevzetí Panny Marie, Nisiporești (Rumunsko)
14. Jean-Baptiste Fouque – 30. 9. – katedrála Santa Maria Maggiore, Marseille (Francie)
15. Tiburcio Arnáiz Muñoz – 20. 10. – katedrála, Málaga (Španělsko)
16. Marcello Maruzzo – 27. 10. – Polideportivo, Morales (Guatemala)
17. Luis Navarro – 27. 10. – Polideportivo, Morales (Guatemala)
18. Clelia Merloni – 3. 11. – Lateránská bazilika, Řím (Itálie)
19. Michał Giedroyć – 7. 11. – Apoštolský palác (Vatikán) – Ekvivalentní
20. Teodoro Illera del Olmo a 15 mučedníků – 10. 11. – bazilika Sagrada Familia, Barcelona (Španělsko)
21. Pierre Claverie a 18 mučedníků – 8. 12. – Notre-Dame de Santa Cruz, Oran (Alžírsko)

### Svatořečení
1. Pavel VI. – 14. 10. – Svatopetrské náměstí (Vatikán)
2. Óscar Romero – 14. 10. – Svatopetrské náměstí (Vatikán)
3. Francesco Spinelli – 14. 10. – Svatopetrské náměstí (Vatikán)
4. Vincent Romano – 14. 10. – Svatopetrské náměstí (Vatikán)
5. Maria Katharina Kasper – 14. 10. – Svatopetrské náměstí (Vatikán)
6. Nazaria Ignacia March Mesa – 14. 10. – Svatopetrské náměstí (Vatikán)
7. Nunzio Sulprizio – 14. 10. – Svatopetrské náměstí (Vatikán)

## 2019

### Prohlášení za ctihodné
1. Anna Kaworek – 15. 1.
2. María Consuelo Sanjurjo Santos – 15. 1.
3. Maria Berenice Duque Heckner – 12. 2.
4. Clorinda Letizia Formai – 12. 2.
5. Giovanni Battista Zuaboni – 12. 2.
6. József Mindszenty – 12. 2.
7. Manuel García Nieto – 12. 2.
8. Francesco Maria Di Francia – 19. 3.
9. Luisa Ferrari – 19. 3.
10. Maria Hueber – 19. 3.
11. Maria Teresa Camera – 19. 3.
12. Maria Teresa Gabrieli – 19. 3.
13. Victorin-Nymphas Pagès – 6. 4.
14. Carlo Cavina – 6. 4.
15. Damião de Bozzano – 6. 4.
16. Gaetana Tolomeo – 6. 4.
17. Nelson Santana – 6. 4.
18. Consolata Betrone – 6. 4.
19. Raffaele da Sant'Elia a Pianisi – 6. 4.
20. Carlo Salerio – 13. 5
21. Domingo Lázaro Castro – 13. 5
22. Salvadore da Casca – 13. 5
23. Giovanni Battista Pinardi – 13. 5
24. Maria Eufrasia Iaconis – 13. 5.
25. Augustus Tolton – 11. 6.
26. Enzo Boschetti – 11. 6.
27. Felice Tantardini – 11. 6.
28. Giovanni Nadiani – 11. 6.
29. María Beatriz del Rosario Arroyo – 11. 6.
30. Maria Paola Muzzeddu – 11. 6.
31. Santina Collani – 11. 6.

### Blahořečení
1. Angel Cuartas Cristóbal a 8 mučedníků – 9. 3. – katedrála San Salvador, Oviedo (Španělsko)
2. Mariano Mullerat i Soldevila – 9. 3. – katedrála, Tarragona (Španělsko)
3. Enrique Angelelli – 27. 4. – Parque de la Ciudad, La Rioja (Argentina)
4. Carlos de Dios Murias – 27. 4. – Parque de la Ciudad, La Rioja (Argentina)
5. Gabriel Longueville – 27. 4. – Parque de la Ciudad, La Rioja (Argentina)
6. Wenceslao Pedernera – 27. 4. – Parque de la Ciudad, La Rioja (Argentina)
7. Concepción Cabrera de Armida – 4. 5. – bazilika Panny Marie Guadalupské, Ciudad de Méxiko (Mexiko)
8. Guadalupe Ortiz de Landázuri – 18. 5. – Palacio de Vistalegre, Madrid (Španělsko)
9. Vasile Aftenie – 2. 6. – Câmpia Libertății, Blaj (Rumunsko)
10. Valeriu Traian Frentiu – 2. 6. – Câmpia Libertății, Blaj (Rumunsko)
11. Ioan Suciu – 2. 6. – Câmpia Libertății, Blaj (Rumunsko)
12. Tit Liviu Chinezu – 2. 6. – Câmpia Libertății, Blaj (Rumunsko)
13. Ioan Bălan – 2. 6. – Câmpia Libertății, Blaj (Rumunsko)
14. Alexandru Rusu – 2. 6. – Câmpia Libertății, Blaj (Rumunsko)
15. Iuliu Hossu – 2. 6. – Câmpia Libertății, Blaj (Rumunsko)
16. Edvige Carboni – 15. 6. – Pozzomaggiore (Itálie)
17. María Isabel Lacada Andia a 13 mučedníků – 22. 6. – katedrála Panny Marie Almundské, Madrid (Španělsko)
18. Benedetta Bianchi Porro – 14. 9. – katedrála Svatého Kříže, Forlì (Itálie)
19. Richard Henkes – 15. 9. – katedrála svatého Jiří, Limburg (Německo)
20. Alfredo Cremonesi – 19. 10. – katedrála Panny Marie Nanebevzaté, Crema (Itálie)
21. María Emilia Riquelme Zayas – 9. 11. – katedrála Vtělení, Granada (Španělsko)
22. Victor Emilio Moscoso Cárdenas – 16. 11. – Olympijský stadion, Riobamba (Ekvádor)
23. Donizetti Tavares de Lima – 23. 11. – Tambaú (Brazílie)
24. James Alfred Miller – 7. 12. – Huehuetenango (Guatemala)

### Svatořečení
1. Bartolomeu Fernandes – 5. 7. – Apoštolský palác (Vatikán) – Ekvivalentní
2. Marguerite Bays – 13. 10. – Svatopetrské náměstí (Vatikán)
3. Mariam Thresia Chiramel Mankidyan – 13. 10. – Svatopetrské náměstí (Vatikán)
4. Irmã Dulce Pontes – 13. 10. – Svatopetrské náměstí (Vatikán)
5. John Henry Newman – 13. 10. – Svatopetrské náměstí (Vatikán)
6. Giuseppina Vannini – 13. 10. – Svatopetrské náměstí (Vatikán)

## 2020

### Prohlášení za ctihodné
1. Marie-Antoine de Lavaur – 23. 1.
2. Joaquino Masmitjá y Puig – 23. 1.
3. José Antonio Plancarte – 23. 1.
4. Pio Gurruchaga Castuariense – 23. 1.
5. Marie du Mont Carmel de la Sainte Trinitéí – 23. 1.
6. Emilio Venturini – 21. 2.
7. Pirro Scavizzi – 21. 2.
8. Emilio Recchia – 21. 2.
9. Mario Hiriart Pulido – 21. 2.
10. Francesco Caruso – 5. 5.
11. Carmelo De Palma – 5. 5.
12. Francisco Barrecheguren – 5. 5.
13. Conchita Barrecheguren – 5. 5.
14. Matteo Farina – 5. 5.
15. Melchior de Marion-Brésillac – 26. 5.
16. Gloria Maria di Gesù Elizondo García – 19. 6.
17. Eusebio Francesco Chini – 10. 7.
18. Mariano José de Ibargüengoitia y Zuloaga – 10. 7.
19. María Félix Torres – 10. 7.
20. Angiolino Bonetta – 10. 7.
21. Francisca Pascual Doménech – 30. 9.
22. Maria Dolores Segarra Gestoso – 30. 9.
23. Roberto Giovanni – 27. 10.
24. Maria Teresa Méndez y Delgado – 27. 10.
25. Fortunato Maria Farina – 23. 11.
26. Andrea Manjón y Manjón – 23. 11.
27. Alfonso Ugolini – 23. 11.
28. Maria Francesca Ticchi – 23. 11.
29. Maria Carola Cecchin – 23. 11.
30. Maria Francesca Giannetto – 23. 11.
31. Vasco de Quiroga – 21. 12.
32. Bernardino Piccinelli – 21. 12.
33. Antonio Vincenzo González Suárez – 21. 12.
34. Antonio Seghezzi – 21. 12.
35. Bernardo Antonini – 21. 12.
36. Ignác Stuchlý – 21. 12.
37. Rosa Staltari – 21. 12.

### Blahořečení
1. Maria Luigia Velotti – 26. 9. – katedrála Nanebevzetí Panny Marie, Neapol (Itálie)
2. Olinto Marella – 4. 10. – Piazza Maggiore, Bologna (Itálie)
3. Carlo Acutis – 10. 10. – bazilika svatého Františka, Assisi (Itálie)
4. Michael J. McGivney – 31. 10. – katedrála, Hartford (USA)
5. Joan Roig Diggle – 7. 11. – bazilika Sagrada Família, Barcelona (Španělsko)

## 2021

### Prohlášení za ctihodné
1. Michele Arcangelo Maria Antonio Vinti – 21. 1.
2. Ruggero Caputo – 21. 1.
3. Marie Josefa od Ježíše – 21. 1.
4. Thiago Masarnau Fernández – 21. 1.
5. Pasquale Canzii – 21. 1.
6. Jérôme Lejeune – 21. 1.
7. Adelaide Bonolis – 21. 1.
8. Albino Alves da Cunha e Silva – 20. 2.
9. Georges Spencer – 20. 2.
10. Felicita Fortunata Baseggio – 20. 2.
11. Floralba Rondi – 20. 2.
12. Clarangela Ghilardi – 20. 2.
13. Dinarosa Belleri – 20. 2.
14. Elisa Giambelluca – 20. 2.
15. Mercurio Teresi – 17. 3.
16. Cosma Muñoz Pérez – 17. 3.
17. Salvador Valera Parra – 17. 3.
18. Léon Veuthey – 17. 3.
19. Annelvira Ossoli – 17. 3.
20. Vitarosa Zorza – 17. 3.
21. Danielangela Sorti – 17. 3.
22. Pier Marcellino Corradini – 24. 4.
23. Henry Ernest Shaw – 24. 4.
24. Emanuele Stablum – 24. 4.
25. María Portilla Crespo – 24. 4.
26. Anfrosina Berardi – 24. 4.
27. Felice Canelli – 22. 5.
28. Bernard Kryszkiewicz – 22. 5.
29. Mariano Gazpio Escurra – 22. 5.
30. Colomba Mezzacapo – 22. 5.
31. Antonia Lesino – 22. 5.
32. Alexandre Bálint – 22. 5.
33. Severino Fabriani – 19. 6.
34. Angela Rosa Godecka – 19. 6.
35. Orsola Donati – 19. 6.
36. Maria Fidalgo – 19. 6.
37. Robert Schuman – 19. 6.
38. Placido Cortese – 30. 8.
39. Maria Cristina Cella Mocellin – 30. 8.
40. Enrica Beltrame Quattrocchi – 30. 8.
41. Diego Hernández González – 13. 10.
42. Giuseppe Spoletini – 13. 10.
43. Magdeleine Hutin – 13. 10.
44. Elisabetta Martinez – 13. 10.
45. Antonio Bello – 25. 11.
46. Jean de Jesus Marie Ustarroz – 25. 11.
47. Giorgio Guzzetta – 25. 11.
48. Natalina Bonardi – 25. 11.
49. Maria Dositea Bottani – 25. 11.
50. Odette Vidal Cardoso – 25. 11.
51. Andrés Garrido Perales – 13. 12.
52. Gaetano Antonio Vigevano – 13. 12.
53. Bernardo Sartori – 13. 12.
54. Marie Marguerite Banaś – 13. 12.

### Blahořečení
1. Simèon-Marie Cardon a 5 společníků – 17. 4. – klášter Casamari, Veroli (Itálie)
2. José María Gran Cirera a 9 společníků – 23. 4. – Santa Cruz del Quiché (Guatemala)
3. José Gregorio Hernández – 9. 5. – Caracas (Venezuela)
4. Rosario Livatino – 9. 5. – katedrála svatého Gerlanda, Agrigento (Itálie)
5. František Maria od Kříže – 15. 5. – lateránská bazilika, Řím (Itálie)
6. María Pilar Gullón Yturriaga a 2 společníci – 29. 5. – Astorga (Španělsko)
7. Maria Laura Mainetti – 6. 6. – Chiavenna (Itálie)
8. Mamerto Esquiú – 4. 9. – Catamarca (Argentina)
9. Stefan Wyszyński – 12. 9. – chrám Boží prozřetelnosti, Varšava (Polsko)
10. Róża Czacka – 12. 9. – chrám Boží prozřetelnosti, Varšava (Polsko)
11. Giovanni Fornasini – 26. 9. – bazilika svatého Petronia, Bologna (Itálie)
12. Gaetana Tolomeo – 3. 10. – bazilika Neposkvrněného početí, Catanzaro (Itálie)
13. Mariantonia Samà – 3. 10. – bazilika Neposkvrněného početí, Catanzaro (Itálie)
14. Maria Lorenza Longo – 9. 10. – katedrála Nanebevzetí Panny Marie, Neapol (Itálie)
15. Francesco Mottola – 10. 10. – svatyně Santa Maria dell'Isola, Tropea (Itálie)
16. Juan Elías Medina a 126 společníků – 16. 10. – Córdoba (Španělsko)
17. Lucia Ripamonti – 23. 10. – Brescia (Itálie)
18. Sandra Sabattini – 24. 10. – Malatestův chrám, Rimini (Itálie)
19. Francisco Cástor Sojo López a 3 společníci – 30. 10. – Tortosa (Španělsko)
20. Benet Domènech Bonet a 2 společníci – 6. 11. – Manresa (Španělsko)
21. Jan František Macha – 20. 11. – katedrála Krista Krále, Katovice (Polsko)

### Svatořečení
1. Margherita z Città di Castello – 24. 4. – Apoštolský palác (Vatikán) – Ekvivalentní

## 2022

### Prohlášení za ctihodné
1. Francesco Saverio Toppi – 20. 1.
2. Maria Teresa De Vincenti – 20. 1.
3. Gabriella Borgarino – 20. 1.
4. Eduardo Francisco Pironio – 18. 2.
5. Immacolato Brienza – 18. 2.
6. Benigna Victim de Jesus – 18. 2.
7. Juanita Mendez Romero – 18. 2.
8. Aurora Calvo Hernández-Agero – 9. 4.
9. Francesco Costantino Mazzieri – 9. 4.
10. Martin Fulgence Elorza Legaristi – 9. 4.
11. Casimira Gruszczyńska – 9. 4.
12. Lucie Noiret – 9. 4.
13. Maria Aristea Ceccarelli Bernacchia – 9. 4.
14. Rozalia Celak – 9. 4.
15. Teofilo Bastida Camomot – 21. 5.
16. Luigi Sodo – 21. 5.
17. José Torres Padilla – 21. 5.
18. João Pedro Recalcati – 21. 5.
19. Berta Morganti – 21. 5.
20. Mariana Allsopp González-Manrique (– 21. 5.
21. Janina Woynarowska – 21. 5.
22. Jesús Antonio Gómez Gómez – 5. 8.
23. Umile da Genova – 5. 8.
24. Juan Sánchez Hernández– 5. 8.
25. Victor Coelho de Almeida – 5. 8.
26. Maria Celina Kannanaikal – 5. 8.
27. Matteo Ricci – 17. 12.
28. Franz de Castro Holzwarth – 17. 12.
29. Aleksander Woźny – 17. 12.
30. Ignazio Posadzy – 17. 12.
31. José Marcos Figueroa – 17. 12.
32. Luisa Guidotti Mistrali – 17. 12.
33. Maddalena Aulina Saurina – 17. 12.
34. Margherita Diomira Crispi – 17. 12.
35. Margherita Maria Guaini – 17. 12.
36. Maria Ignazia Isacchi – 17. 12.
37. Martin Benedict – 17. 12.
38. Miradio della Provvidenza di San Gaetano – 17. 12.
39. Teresa Veronesi – 17. 12.
40. Ugo De Blasi – 17. 12.

### Blahořečení
1. Rutilio Grande – 22. 1. – Plaza de El Salvador del Mundo, San Salvador (Salvador)
2. Manuel Solórzano – 22. 1. – Plaza de El Salvador del Mundo, San Salvador (Salvador)
3. Nelson Lemus – 22. 1. – Plaza de El Salvador del Mundo, San Salvador (Salvador)
4. Cosma Spessotto – 22. 1. – Plaza de El Salvador del Mundo, San Salvador (Salvador)
5. Cayetano Giménez Martín a 15 mučedníků – 26. 2. – Katedrála Vtělení, Granada (Španělsko)
6. Mario Ciceri – 30. 4. – katedrála Narození Panny Marie, Milán (Itálie)
7. Armida Barelli – 30. 4. – katedrála Narození Panny Marie, Milán (Itálie)
8. María Agustina Rivas López – 7. 5. – La Florida (Peru)
9. Pauline Jaricotová – 22. 5. – Eurexpo, Lyon (Francie)
10. Luigi Lenzini – 28. 5. – Modena (Itálie)
11. Léonard Melki – 4. 6. – klášter svatého Kříže, Bqennaya (Libanon)
12. Thomas Saleh – 4. 6. – klášter svatého Kříže, Bqennaya (Libanon)
13. Maria Paschalis Jahnová a 9 společnic – 11. 6. – katedrála svatého Jana Křtitele, Vratislav (Polsko)
14. Angelo Marina Álvarez a 19 společníků – 18. 6. – katedrála Panny Marie, Sevilla (Španělsko)
15. Giovanni Aguilar Donis a 5 společníků – 18. 6. – katedrála Panny Marie, Sevilla (Španělsko)
16. Isabel Sánchez Romero – 18. 6. – katedrála Panny Marie, Sevilla (Španělsko)
17. Pedro Ortiz de Zárate – 2. 7. – San Ramon de la Nueva Oran (Argentina)
18. Giovanni Antonio Solinas – 2. 7. – San Ramon de la Nueva Oran (Argentina)
19. Johann Philipp Jeningen – 16. 7. – bazilika svatého Víta, Ellwangen (Německo)
20. Jan Pavel I. – 4. 9. – Svatopetrské náměstí, Vatikán
21. Maria Costanza Panas – 9. 10. – Fabriano (Itálie)
22. Giuseppe Bernardi – 16. 10. – Boves (Itálie)
23. Mario Ghibaudo – 16. 10. – Boves Itálie)
24. Vicente Renuncio a 11 společníků – 22. 10. – Madrid (Španělsko)
25. Benigna Cardoso da Silva – 24. 10. – Crato (Brazílie)
26. Maria Berenice Duque Heckner – 29. 10. – katedrála Neposkvrněného početí Panny Marie, Medellín (Kolumbie)
27. Maria Carola Cecchin – 5. 11. – Meru (Keňa)
28. Giuseppe Ambrosoli – 20. 11. – Kalongo (Uganda)
29. Isabel Cristina Mrad Campos – 10. 12. – Parque de Exposições Senador Bias Fortes, Barbacena (Brazílie)

### Svatořečení
1. Titus Brandsma – 15. 5. – Svatopetrské náměstí (Vatikán)
2. Devasahayam Pillai – 15. 5. – Svatopetrské náměstí (Vatikán)
3. César de Bus – 15. 5. – Svatopetrské náměstí (Vatikán)
4. Luigi Maria Palazzolo – 15. 5. – Svatopetrské náměstí (Vatikán)
5. Giustino Maria Russolillo – 15. 5. – Svatopetrské náměstí (Vatikán)
6. Charles de Foucauld – 15. 5. – Svatopetrské náměstí (Vatikán)
7. Anne-Marie Rivier – 15. 5. – Svatopetrské náměstí (Vatikán)
8. Maria Francesca Rubatto – 15. 5. – Svatopetrské náměstí (Vatikán)
9. Carolina Santocanale – 15. 5. – Svatopetrské náměstí (Vatikán)
10. Maria Domenica Mantovani – 15. 5. – Svatopetrské náměstí (Vatikán)
11. Giovanni Battista Scalabrini – 9. 10. – Svatopetrské náměstí (Vatikán)
12. Artémides Zatti – 9. 10. – Svatopetrské náměstí (Vatikán)

### Prohlášení za učitele církve
1. Irenej z Lyonu – 21. 1. (Vatikán)

## 2023

### Prohlášení za ctihodné
1. Miguel Costa y Llobera – 19. 1.
2. Gaetano Francesco Mauro – 19. 1.
3. Giovanni Barra – 19. 1.
4. Vicente López de Uralde Lazcano – 19. 1.
5. Maria Margherita Allegri – 19. 1.
6. Bertilla Antoniazzi – 19. 1.
7. Giuseppe Bocci – 23. 2.
8. Aloísio Sebastião Boeing – 23. 2.
9. Margherita Lussana – 23. 2.
10. Albertina Violi Zirondoli – 23. 2.
11. Francisca Ana María Alcover Morell – 23. 2.
12. Giulio Bocci – 23. 2.
13. Amelia Rossi – 23. 3.
14. Carlo Crespi Croci – 23. 3.
15. Elisa de Jesus Pereira – 23. 3.
16. Florence Catherine Flanagan – 23. 3.
17. Maria Domenica Lazzeri– 23. 3.
18. Teresa Enríquez – 23. 3.
19. Arnaldo Canepa – 20. 5.
20. Edda Maria Caterina Roda – 20. 5.
21. Guido Vidal França Schäffer – 20. 5.
22. Lorena D'Alessandro – 20. 5.
23. Maria Cristina Ogier – 20. 5.
24. Maria Luiza Rezende Marques – 20. 5.
25. Pedro Díez Gil – 20. 5.
26. Simon Mpeke – 20. 5.
27. Antônio de Almeida Lustosa – 22. 6.
28. Lúcia dos Santos – 22. 6.
29. Elizabeth Lange – 22. 6.
30. Antonio Pagani – 22. 6.
31. Anna Cantalupo – 22. 6.
32. Eleonora Foresti – 8. 11.
33. Eliswa Vakayil – 8. 11.
34. Giuseppe Marrazzo – 8. 11.
35. Enrico Beretta – 14. 12.
36. Ernesto Cofiño – 14. 12.
37. Francesca Lancellotti Zotta – 14. 12.

### Blahořečení
1. Henry Planchat – 22. 4. – kostel svatého Sulpicia, Paříž (Francie)
2. Ladislas Redigue a tři společníci – 22. 4. – kostel svatého Sulpicia, Paříž (Francie)
3. Jacinto Vera – 6. 5. – Estadio Centenario, Montevideo (Uruguay)
4. Conchita Barrecheguren – 6. 5. – katedrála Vtělení, Granada (Španělsko)
5. Elisabetta Martinez – 25. 6. – Piazza Giovanni XXIII, Lecce (Itálie)
6. Józef Ulma, Wiktoria Ulma a jejich sedm dětí – 10. 9. – Markowa (Polsko)
7. Giuseppe Beotti – 30. 9. – katedrála Nanebevzetí Panny Marie a svaté Justiny, Piacenza (Itálie)
8. Manuel González-Serna Rodríguez a 19 společníků – 18. 11. – katedrála Panny Marie, Sevilla (Španělsko)
9. Eduardo Francisco Pironio – 16. 12. – Plaza General Belgrano, Luján (Argentina)

## 2024

### Prohlášení za ctihodné
1. Gianfranco Chiti – 24. 1.
2. Hovhannes Zohrabian – 24. 1.
3. Rosa Volpato – 24. 12.
4. Sebastià Gili Vives – 24. 1.
5. Agata Maria Jacobucci – 14. 3.
6. Angelina Pirini – 14. 3.
7. Josip Tomičić – 14. 3.
8. Libério Rodrigues Moreira – 14. 3.
9. Maria Maddalena Frescobaldi Capponi – 14. 3.
10. Rose Hawthorne Lathrop – 14. 3.
11. Teresa Lanfranco – 13. 4.
12. Oscar Gattiani – 24. 5.
13. Ismael Molinero Novillo – 24. 5.
14. Enrico Medi – 24. 5.
15. Ascensión Sacramento Sánchez y Sánchez – 20. 6.
16. Nicola Antonio Columbro – 20. 6.
17. Palma Pasqua Zauli – 20. 6.
18. Vicenta Guilarte Alonso – 20. 6.
19. Josip Lang – 25. 11.
20. Áron Márton – 18. 12.
21. Giuseppe Maria Leone – 18. 12.
22. Pierre Goursat – 18. 12.

### Blahořečení
1. Guido z Montpellieru – 18. 5. – Apoštolský palác (Vatikán) – Ekvivalentní
2. Giuseppe Rossi – 26. 5. – katedrála Nanebevzetí Panny Marie, Novara (Itálie)
3. Michał Rapacz – 15. 6. – svatyně Božího milosrdenství, Kraków-Łagiewniki (Polsko)
4. Istifan al-Duwayhi – 2. 8. – Bkerké (Libanon)
5. Luigi Carrara – 18. 8. – katedrála svatého Pavla, Uvira (Konžská demokratická republika)
6. Giovanni Didoné – 18. 8. – katedrála svatého Pavla, Uvira (Konžská demokratická republika)
7. Vittorio Faccin – 18. 8. – katedrála svatého Pavla, Uvira (Konžská demokratická republika)
8. Albert Joubert – 18. 8. – katedrála svatého Pavla, Uvira (Konžská demokratická republika)
9. Ján Havlík – 30. 8. – bazilika Panny Marie Sedmibolestné, Šaštín-Stráže (Slovensko)
10. Moisés Lira Serafín – 14. 9. – bazilika Panny Marie Guadalupské, Ciudad de Méxiko (Mexiko)
11. Ana de Jesús – 29. 9. – Stadion krále Baudouina, Brusel (Belgie)
12. José Torres Padilla – 9. 11. – katedrála Panny Marie, Sevilla (Španělsko)
13. Luigj Paliq – 16. 11. – katedrála svatého Štěpána, Shkodër (Albánie)
14. Gjon Gazulli – 16. 11. – katedrála svatého Štěpána, Shkodër (Albánie)
15. Max Josef Metzger – 17. 11. – katedrála Panny Marie, Freiburg (Německo)
16. Gaietà Clausellas Ballvé – 23. 11. – bazilika Sagrada Família, Barcelona (Španělsko)
17. Antoni Tort Reixachs – 23. 11. – bazilika Sagrada Família, Barcelona (Španělsko)
18. Jana od Kříže – 25. 11. – Apoštolský palác (Vatikán) – Ekvivalentní

### Svatořečení
1. María Antonia de Paz Figueroa – 11. 2. – bazilika svatého Petra (Vatikán)
2. Manuel Ruiz López a 7 společníků – 20. 10. – Svatopetrské náměstí (Vatikán)
3. Abdel Moati Massabki – 20. 10. – Svatopetrské náměstí (Vatikán)
4. Francis Massabki – 20. 10. – Svatopetrské náměstí (Vatikán)
5. Raphael Massabki – 20. 10. – Svatopetrské náměstí (Vatikán)
6. Marie-Léonie Paradis – 20. 10. – Svatopetrské náměstí (Vatikán)
7. Elena Guerra – 20. 10. – Svatopetrské náměstí (Vatikán)
8. Giuseppe Allamano – 20. 10. – Svatopetrské náměstí (Vatikán)
9. Thérèse de Saint Augustin a 15 společnic – 18. 12. – Apoštolský palác (Vatikán) – Ekvivalentní

## 2025

### Prohlášení za ctihodné
1. Catherine Beauchamp Hambrough – 27. 1.
2. Quintino Sicuro – 27. 1.
3. Luigia Sinapi – 27. 1.
4. Miquel Maura a Montaner – 25. 2.
5. Didaco Bessi – 25. 2.
6. Kunegunda Siwiec – 25. 2.
7. José Antônio Maria Ibiapina – 28. 3.
8. Petrus Joseph Triest – 14. 4.
9. Angelo Bughetti – 14. 4.
10. Agostino Cozzolino – 14. 4.
11. Antoni Gaudí – 14. 4.

### Blahořečení
1. Giovanni Merlini – 12. 1. – Lateránská bazilika, Řím (Itálie)